# سیتروئن ویزا
سیتروئن ویزا (به فرانسوی: Citroën Visa) خودرویی هاچ‌بک است که در سال‌های ۱۹۷۸ تا ۱۹۸۸ تولید شده‌است. طراحی آن موتور جلو-محور جلو بوده و طول آن در حالت طبیعی ۳٬۶۹۰ میلیمتر (۱۴۵٫۳ اینچ)، عرض آن در حالت طبیعی ۱٬۵۳۰ میلیمتر (۶۰٫۲ اینچ)، و ارتفاع آن در حالت طبیعی ۱٬۴۱۰ میلیمتر (۵۵٫۵ اینچ) است.